# Celleporina munita
Celleporina munita är en mossdjursart som först beskrevs av William MacGillivray 1885.  Celleporina munita ingår i släktet Celleporina och familjen Celleporidae. Inga underarter finns listade i Catalogue of Life.